# Hôpital Evangelismós
L’hôpital Evangelismós (grec moderne : Γενικό Νοσοκομείο Αθηνών «Ο Ευαγγελισμός») est l'un des plus anciens et plus importants hôpitaux de Grèce. Il est situé dans le quartier de Kolonáki à Athènes. 
L'édifice principal est construit à l'initiative de la reine Olga à partir de 1881, selon les plans de l'ingénieur militaire Anastásios Theofilás, et inauguré en 1884,. Une extension dédiée à la chirurgie est ajoutée quatre années plus tard, ainsi qu'une maison de retraite en 1897-1898. Le tsar Alexandre II, les religieux du monastère de Petrákis et des mécènes tels Andréas Syngrós, ont contribué financièrement à la construction de l'édifice principal ou des différentes ailes,.
Jusqu'en 1983, l'hôpital Evangelismós fonctionne comme une institution charitable autonome mais, après cette date, il est nationalisé par l'État grec.
La station de métro Evangelismós a été baptisée en référence à l'hôpital. 